# Ministarstvo vanjskih poslova Crne Gore
Ministarstvo vanjskih poslova Crne Gore (ranije Ministarstvo inostranih poslova) je jedno od ministarstava Vlade Crne Gore nadležno za resore spoljne politike i evropskih poslova (uključujući i proces pristupanja Crne Gore Evropskoj uniji).
Od 31. oktobra 2023. do 23. jula 2024. godine ministar vanjskih poslova Crne Gore bio je dr Filip Ivanović. Od 23. jula 2024. ministar vanjskih poslova je Ervin Ibrahimović, dok je Ivanović potpredsjednik Vlade za vanjske i evropske poslove.

## Ministri (od 1991)
| Ministar            | Slika | od                 | do                 |
| ------------------- | ----- | ------------------ | ------------------ |
| Nikola Samardžić    |       | 15. februar 1991.  | 1. avgust 1992.    |
| Miodrag Lekić       |       | 1. avgust 1992.    | 17. maj 1995.      |
| Janko Jeknić        |       | 17. maj 1995.      | 17. januar 1997.   |
| Branko Perović      |       | 1997.              | 27. januar 2000.   |
| Branko Lukovac      |       | 27. januar 2000.   | maj 2002.          |
| Dragiša Burzan      |       | 8. januar 2003.    | 29. jul 2004.      |
| Miodrag Vlahović    |       | 29. jul 2004.      | 10. novembar 2006. |
| Milan Roćen         |       | 10. novembar 2006. | 10. jul 2012.      |
| Nebojša Kaluđerović |       | 10. jul 2012.      | 4. decembar 2012.  |
| Igor Lukšić         |       | 4. decembar 2012.  | 27. april 2016.    |
| Srđan Darmanović    |       | 28. novembar 2016. | 4. decembar 2020   |
| Đorđe Radulović     |       | 4. decembar 2020.  | 28. april 2022.    |
| Ranko Krivokapić    |       | 28. april 2022.    | 22. oktobar 2022.  |
| Filip Ivanović      |       | 31. oktobar 2023.  | 23. jul 2024.      |

## Generalni direktorat za evropske poslove
Generalni direktorat za evropske poslove ili GDEI je organizaciona jedinica koja se nalazi u sastavu Ministarstva vanjskih poslova i evropskih integracija. Od 2012. godine, u svojstvu generalnog direktora, ovim sektorom upravlja Snežana Radović.
Organizacija GDEI:
- Direkcija za pristupanje EU
- Odsjek za politička pitanja EU
- Odsjek za ekonomska i finansijska pitanja
- Odsjek za sektorske politike
- Direkcija za usklađivanje s pravnom tekovinom EU
- Direkcija za pripremu crnogorske verzije pravne tekovine

### Istorijat
Nadležnost za odnose sa Evropskom unijom na nivou Vlade pripadala je Ministarstvu za ekonomske odnose sa inostranstvom i ekonomske poslove koje je oformljeno u februaru 2003. godine i koje je u tom obliku funkcionisalo do oktobra 2006. godine.
Vlada Crne Gore, neposredno nakon obnove nezavisnosti, u oktobru 2006., imenuje potpredsjednika Vlade za evropske integracije, a Ministarstvo za ekonomske odnose sa inostranstvom i ekonomske poslove postaje Sekretarijat za evropske integracije. U 2009. godini, Sekretarijat prerasta u Ministarstvo za evropske integracije, da bi se decembra 2010. kao zaseban direktorat, koji zamjenjuje direkciju koja se evropskim poslovima bavila u sklopu sektora multilaterale, pripojilo Ministarstvu vanjskih poslova Crne Gore, koje dobija nove nadležnosti i naziv Ministarstvo vanjskih poslova i evropskih integracija. Decembra 2016. godine direktorat se izdvaja iz Ministarstva vanjskih poslova i ponovo postaje zasebno Ministarstvo za evropske integracije.

### Nadležnosti
U Generalnom direktoratu za evropske poslove vrše se poslovi koji se odnose na:
- upravljanje procesom pridruživanja i pristupanja Crne Gore EU u dijelu koji se odnosi na redovno praćenje sprovođenja Sporazuma o stabilizaciji i pridruživanju između Evropskih zajednica i njenih država članica (u daljem tekstu: SSP), sa jedne strane, i Crne Gore, sa druge strane, kao i koordinaciju i praćenje rada zajedničkih tijela osnovanih SSP-om;
- koordinaciju procesa pristupanja EU;
- koordiniranje izrade i sprovođenje Programa pristupanja Crne Gore i ostalih strateških dokumenata vezanih za proces evropskih integracija;
- koordiniranje saradnje državnih organa sa institucijama, organima i tijelima EU, njenim državama članicama, državama kandidatima i potencijalnim kandidatima u procesu pridruživanja i pristupanja EU;
- analizu usklađenosti pravnog sistema Crne Gore sa pravnom tekovinom EU;
- koordiniranje usklađivanja nacionalnih propisa s pravnom tekovinom EU, potvrđivanje obrazaca Izjave i Tabele o usklađenosti propisa Crne Gore s pravnom tekovinom EU i predlaganje mjera radi usklađivanja zakonodavstva;
- praćenje usklađivanja i napretka u ispunjavanju političkih i ekonomskih kriterijuma za članstvo po poglavljima pravne tekovine EU;
- analitičku obradu pregovaračkog procesa i koordiniranje aktivnosti na pripremi prijedloga dokumenata Pregovaračkog tima i radnih timova po pojedinim poglavljima pregovora;
- praćenje i analizu glavnih politika EU;
- saradnja sa institucijama EU i njihovim tijelima, u dijelu svoje nadležnosti, kao i sa diplomatskim predstavništvima drugih država u pogledu pregovora o pristupanju Crne Gore EU;
- druge poslove iz svog djelokruga.

## Napomene
1. ↑  Od 6. avgusta 2010. godine nosi sadašnji naziv[1][2] 
(Od decembra 2010. do decembra 2016. naziv je bio Ministarstvo vanjskih poslova i evropskih integracija)
2. ↑  Od 15. februara 1991. do 6. avgusta 2010. godine Ministarstvo inostranih poslova

## Spoljašnje veze
- Zvanični veb-sajt